# USS MacKenzie (DD-614)
DD 614 MacKenzie (Корабль соединённых штатов Маккензи) — американский эсминец типа Benson.
Заложен на верфи Bethlehem Steel, San Pedro 29 мая 1941 года. Спущен 27 июня 1942 года, вступил в строй 21 ноября 1942 года.
Выведен в резерв 4 февраля 1946 года. Из состава ВМС США исключён 1 июля 1971 года.
6 мая 1974 года потоплен как цель близ побережья Флориды.